# Akademie der Sozialversicherung
Die Akademie der Sozialversicherung ist die Ausbildungsstätte der österreichischen Sozialversicherungsträger. Sie hat ihren Sitz in Wien.

## Organisation
Die Akademie ist die gemeinsame Ausbildungsstätte aller im Hauptverband organisierten Sozialversicherungsträger. Neben den obligaten Lehrgängen für die Arbeit in Krankenkassen hat sie ein Seminarprogramm und verfügt über eine Bibliothek.

## Lehrgänge
Jährlich besuchen etwa 400 Teilnehmer die Grundausbildung (Fachausbildung) in der Akademie. Weitere 12 Seminare werden direkt bei den Versicherungsträgern abgehalten. Ebenso werden vor der Prüfung noch Intensivseminare abgehalten, die der direkten Prüfungsvorbereitung dienen.